# صبري صاري أوغلي

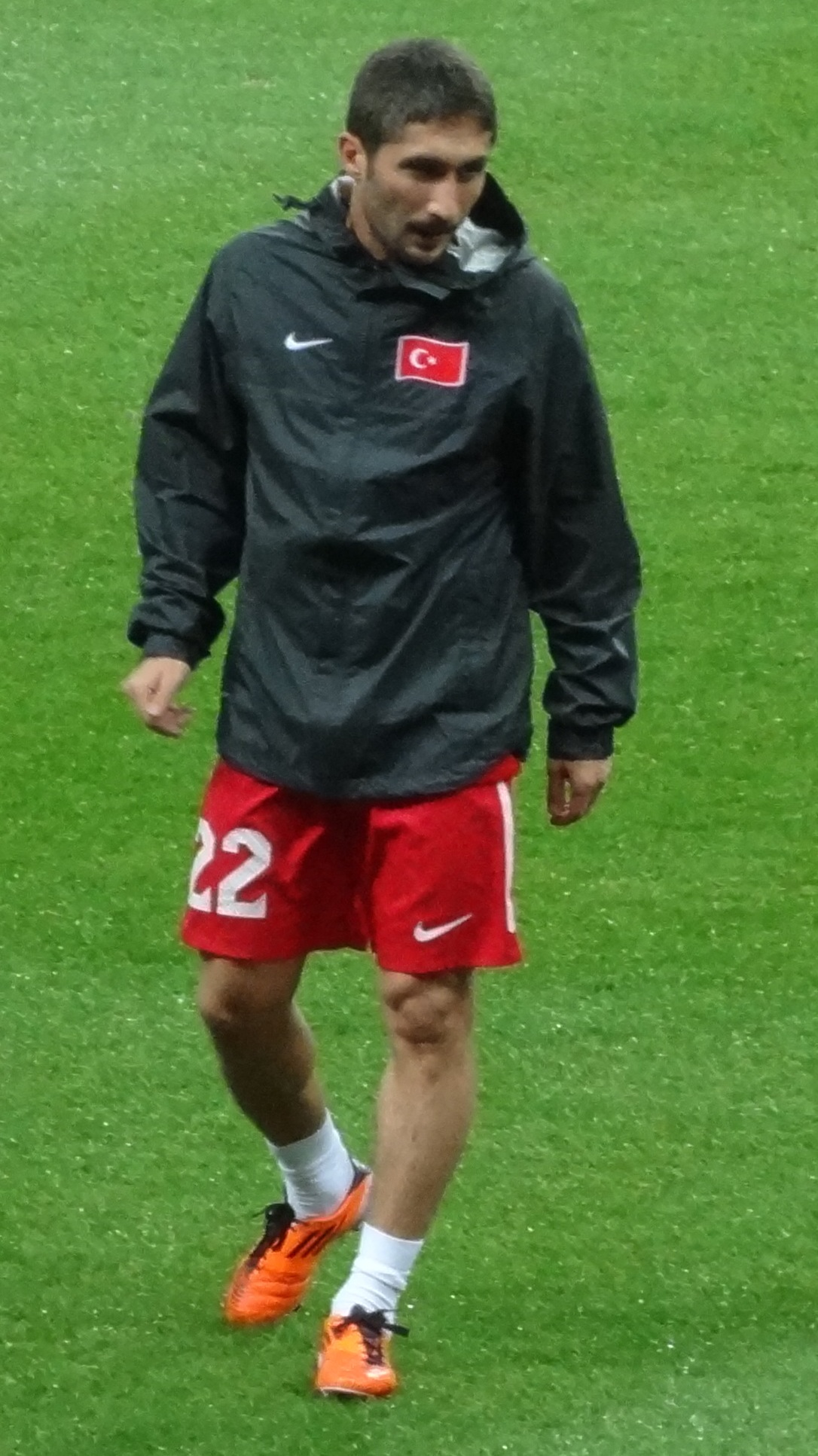
صبري صاري أوغلي

صبري صاري أوغلي (بالتركية: Sabri Sarıoğlu)‏، من مواليد 26 يوليو 1984 في سامسون في تركيا، لاعب كرة قدم تركي.
بدأ مسيرته الكروية مع نادي غلطة سراي في عام 2001، وهو يلعب معهم حتى الآن.
بدأ باللعب مع منتخب تركيا لكرة القدم في عام 2006.

## مسيرته الكروية
لعب صبري صاري أوغلي خلال مسيرته الاحترافية مع ناديين في ستة عشر موسمًا وسجل خلالها 15 هدفًا ضمن 385 مباراة. حيث فاز في أربعة مواسم بالكأس وفي خمسة مواسم بالدوري.
خاض صبري صاري أوغلي مسيرته مع نادي غلطة سراي في موسم 2002–03 ليلعب معه خمسة عشر موسمًا، مشاركًا في 356 مباراة سجل خلالها 15 هدفًا. ثم انتقل إلى نادي جوزتيبي في موسم 2017–18 لمدة موسم واحد، حيث شارك في 29 مباراة ولم يسجل أي هدف.

## روابط خارجية
- صبري صاري أوغلي على موقع IMDb (الإنجليزية)

- صبري صاري أوغلي على موقع الاتحاد الدولي (مؤرشف)  (الإنجليزية)
- صبري صاري أوغلي على موقع الاتحاد الأوربي (الإنجليزية)
- صبري صاري أوغلي على موقع اتحاد تركيا (لاعب) (الإنجليزية)
- صبري صاري أوغلي على موقع قاعدة بيانات كرة القدم.إي يو (الإنجليزية)
- صبري صاري أوغلي على موقع ناشيونال فوتبول تيمز (الإنجليزية)
- صبري صاري أوغلي على موقع Soccerbase.com (لاعب) (الإنجليزية)
- صبري صاري أوغلي على موقع Soccerway.com (الإنجليزية)
- صبري صاري أوغلي على موقع عالم كرة القدم.نت (الإنجليزية)
- صبري صاري أوغلي على موقع AS.com (الإسبانية)